# Hypsoropha franclemonti
Hypsoropha franclemonti là một loài bướm đêm trong họ Erebidae.